# Distretto di Warsaj
Il distretto di Warsaj è un distretto dell'Afghanistan appartenente alla provincia del Takhar.